# Cryptus inquisitor
Cryptus inquisitor är en stekelart som beskrevs av Carl Tschek 1871.
Cryptus inquisitor ingår i släktet Cryptus och familjen brokparasitsteklar. Inga underarter finns listade i Catalogue of Life.